# NGC 6822
NGC 6822, également appelée la galaxie de Barnard, est une galaxie irrégulière barrée, magellanique et naine. Elle est située dans la constellation du Sagittaire. NGC 6822 a été découverte par l'astronome américain Edward Emerson Barnard en 1881. Cette galaxie a aussi été observée par l'astronome allemand Max Wolf le 16 juillet 1906 et elle a été inscrite à l'Index Catalogue sous la désignation IC 4895.
NGC 6822 a été utilisé par Gérard de Vaucouleurs comme une galaxie de type morphologique IB(s)m dans son atlas des galaxies,.

## Vitesse et distance de NGC 6822
La base de données astronomiques Simbad indique une vitesse provenant d'une publication parue en 2017 égale à −58 km/s, valeur très semblable à celle de la base de données NASA/IPAC qui est de −54,8 ± 2,1 km/s,. Cette galaxie s'approche donc de la Voie lactée. 
La base de données NASA/IPAC indique que 127 valeurs de la distance de NGC 6822 non basées sur le décalage vers le rouge (redshift) ont été publiées entre les années 1980 et 2016. La valeur moyenne et l'écart-type donnent une distance de 0,521 ± 0,176 Mpc (∼1,7 million d'al). Cependant, Simbad rapporte huit valeurs de publications plus récentes et le résultat donne une distance plus précise de 488 ± 23 kpc (∼1,59 million d'al). 

## Histoire des observations
L’étude de NGC 6822 a une histoire intéressante qui est bien antérieure aux études modernes avec nos télescopes spatiaux. Edwom Barnard a découvert NGC 6822 avec une lunette astronomique à l'observatoire Vanderbilt (en) à Nashville. Il a présenté sa découverte dans un très bref article publié en 1884 dans « The Sidereal Messenger », un journal astronomique mensuel américain de courte durée, mais important, qui a existé entre 1882 et 1891. Comme pour de nombreux objets astronomiques qui semblaient diffus dans les télescopes de l’époque, NGC 6822 a été mal catégorisée comme une « nébuleuse extrêmement faible ».
Au cours des années suivantes, une série de confusions est apparue autour de NGC 6822 sur sa taille apparente, sa luminosité et même sur le type d’objet dont il s’agissait, car les astronomes de l’époque ne présentaient pas uniformément leurs observations en raison des différences entre les divers télescopes de l'époque. En raison de cette confusion, l'observation de Max Wolf n'a pas été reconnue comme la même galaxie par John Dreyer qui, après avoir publié le New General Catalogue, l'a inclus dans l'Index Catalogue sous la désignation IC 4895.
Edwin Hubble a ensuite étudié NGC 6822 en profondeur et a publié un article en 1925. Il a identifié 15 étoiles variables dans cet objet, dont 11 céphéides qui, par application de la relation période-luminosité découverte par Henrietta Swan Leavitt, permirent d'évaluer le module de distance de cette structure et d'en déduire un éloignement supérieur à environ 214 kpc (∼698 000 al) à l'époque, c'est-à-dire bien au-delà des Nuages de Magellan, et bien au-delà également de la taille de l'Univers de 300 000 années-lumière proposée alors par Harlow Shapley dans le Grand Débat. Cette découverte ouvrit la voie à la compréhension de la nature extragalactique de ce qu'on appelait alors les « nébuleuses spirales », telles que la galaxie d'Andromède et la galaxie du Triangle, et par là même fit prendre conscience de la taille réelle de l'Univers.
L’étude de cette galaxie a notamment été poursuivie par Susan Kayser (en),, qui a été la première femme à recevoir un doctorat en astronomie du Caltech. Sa thèse de 1966 est restée l’enquête la plus approfondie de cette galaxie jusqu’aux années 2000, alors que le télescope spatial Hubble a été mis à contribution, ainsi que certains des grands télescopes optiques basés au sol. Maintenant, l'étude dans le domaine de l'infrarouge de cette galaxie du Groupe local est poursuivie par le télescope spatial James Webb.
NGC 6822 émet cependant faiblement dans l'infrarouge. Sa luminosité dans l'infrarouge lointain (de 40 à 400 µm) est égale à 35,5 × 106 {\displaystyle L_{\odot }} (107,55{\displaystyle L_{\odot }}) et sa luminosité totale dans l'infrarouge (de 8 à 1 000 µm) est de 56,2 × 106 {\displaystyle L_{\odot }} (107,58{\displaystyle L_{\odot }}).

## Caractéristiques

### Apparence générale et cinématique

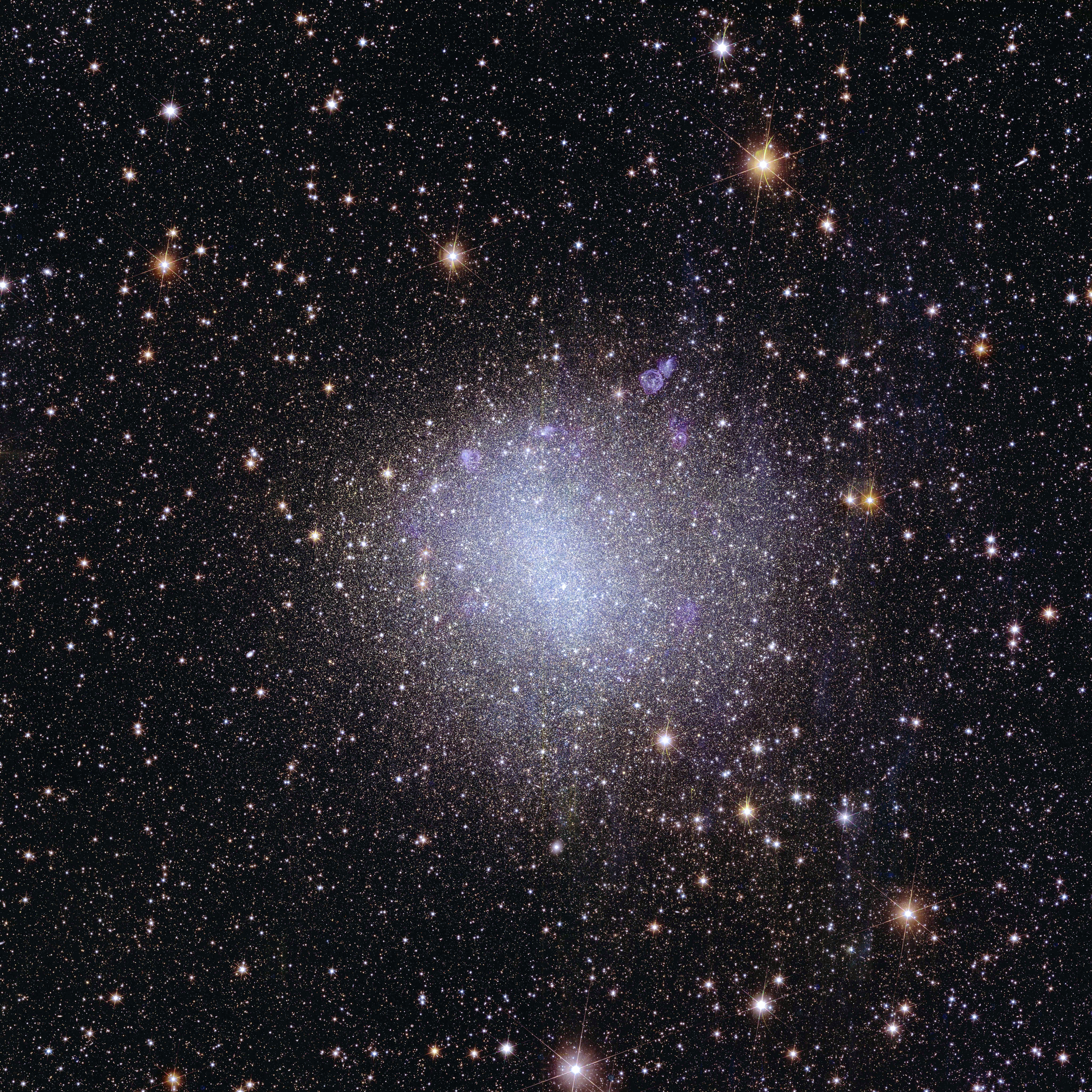
NGC 6822 imagée par le télescope spatial Euclid.

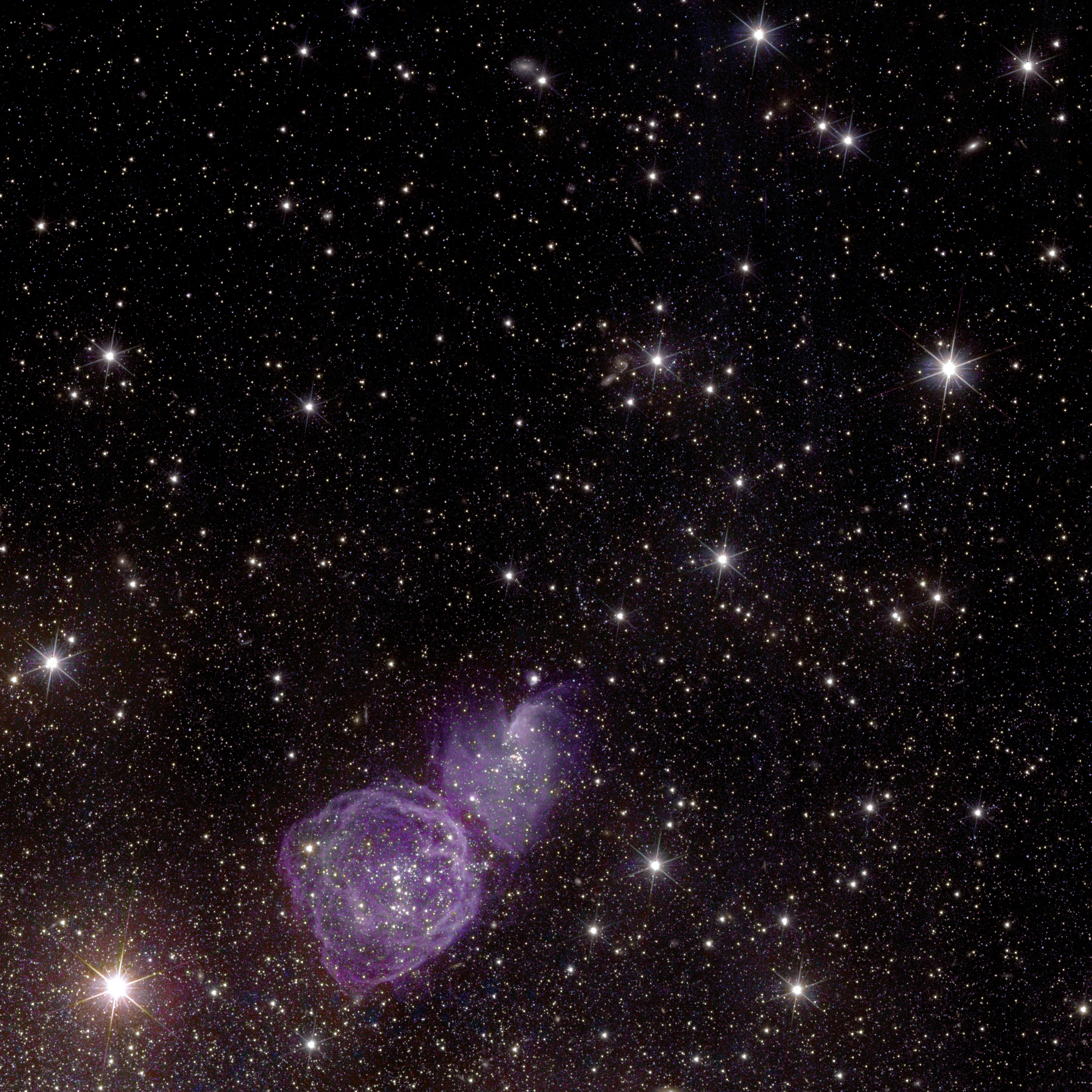
Zoom sur NGC 6822 par Euclid. La structure violette visible en bas de l'image est une vaste région HII.

NGC 6822 renferme diverses populations stellaires, dont la cinétique et la distribution spatiale sont différentes. En lumière visible, sa structure est dominée par une barre d'une longueur de 8' (soit environ 1,1 kpc (∼3 590 al)) orientée presque nord-sud, et par un immense disque d'hydrogène neutre (région HI) centré sur le centre optique dont les dimensions sont d'environ 6 kpc par 13 kpc et dont l'angle de position (A.P.) est de 130°.
De plus, on trouve une grande formation stellaire presque sphéroïdale dont l'A. P. est de 64,5°, presque perpendiculaire au disque d'hydrogène neutre. Cette formation est surtout composée d'étoiles d'âge intermédiaire. Le disque et la formation sphéroïdale n'ont pas la même cinématique. La vitesse radiale de la formation d'étoiles est de −32,9 km/s et il est en rotation autour de son petit axe à des vitesses de rotation allant de 20 à 70 km/s. La vitesse du disque est de 57 km/s et il tourne autour d'un axe presque perpendiculaire à l'axe principal de l'ellipsoïde à des vitesses allant de -50 à 100 km/s. Des études des amas stellaires dans cette galaxie ont aussi révélé qu'ils présentent des cinématiques complètement différentes avec une vitesse radiale moyenne de −88 ± 22,7 km/s.

### Masse et matière sombre
L'étude spectroscopique de quatre amas ouverts de NGC 6822 a permis de déterminer que leur vitesse radiale allait de −61,2 ± 20,4 km/s à −115,34 ± 57,9 km/s. Selon cette distribution des vitesses, le rapport masse/luminosité de NGC 6822 est égal à 75+45
−1{\displaystyle (M/L)_{\odot }}, ce qui fait de NGC 6822 l'une des galaxies naines qui contient en proportion le plus de matière noire dans le Groupe local.

### Étoiles de NGC 6822
Une étude réalisée à l'aide du télescope Subaru a permis d'identifier 47 amas ouverts dans cette galaxie. La masse de ces amas varie de 103 à 104 {\displaystyle M_{\odot }}.
Plusieurs jeunes étoiles massives (JME) ont fait l'objet de publications pour cette galaxie. On dénombrait 277 candidates à ce titre. Une étude réalisée sur les données captées par les télescopes spatiaux Herschel et Spitzer a permis de confirmer la nature de 125 d'entre elles en plus d'identifier 199 nouvelles JME. La plupart sont situées dans les régions de formation d'étoiles connues, mais l'étude a permis de découvrir une autre région. Les masses des JME varient de 15 à 50 {\displaystyle M_{\odot }}. Un groupe de 82 des 277 candidates a été définitivement exclu des JME par l'étude.  
Les spectres de 24 nébuleuses planétaires ont fait l'objet d'une publication en 2015. Deux groupes présentant des métallicités différentes sont présents dans cette galaxie, un groupe de vieilles étoiles de faible métallicité et un plus jeune présentant des métallicités semblables aux valeurs des régions HII. 

### Régions HII et régions de formation d'étoiles
En 1977, Paul W. Hodge (en) identifia 16 régions HII dans NGC 6822. À ce jour, on en connaît 150 selon la version anglaise de Wikipédia[réf. souhaitée]. 
Les données en onde radio des quatre plus vastes régions HII ont été captées par le réseau de radiotélescopes ALMA et superposées à l'image en lumière visible, obtenue à l'observatoire de La Silla. L'analyse des données a révélé que, contrairement à notre galaxie, la formation d'étoiles se produit dans de petites régions denses d'hydrogène moléculaire, d'où la difficulté de les observer. On connait à présent plusieurs régions froides et denses de gaz moléculaire d'hydrogène qui peuvent donner naissance à de nouvelles étoiles. L'une de ces régions est le disque d'hydrogène mentionné plus haut. La plupart des étoiles de ces régions se sont formées il y a entre trois et cinq milliards d'années.

Parmi les régions de formation stellaire de NGC 6822 se trouve Hubble-X. La mention « Hubble-X » est dérivée d'un catalogue d'objets de cette galaxie, le X correspondant au chiffre romain 10. D'une envergure de 110 années-lumière, Hubble-X est plus vaste que la nébuleuse d'Orion (M42) et abrite des étoiles jeunes d'environ 4 millions d'années.

Régions HII de NGC 6822
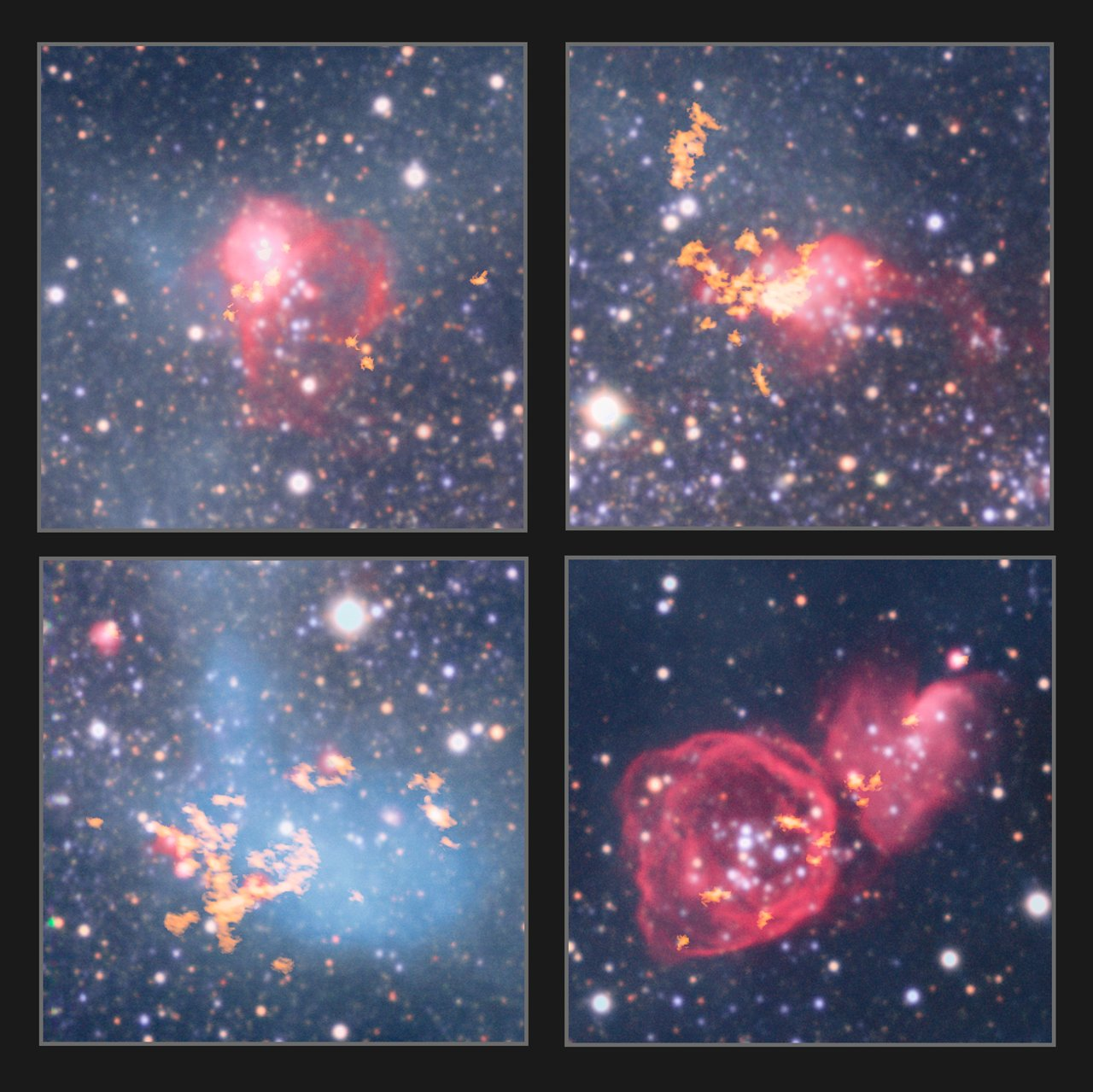
Portraits des régions HII étudiées par ALMA.
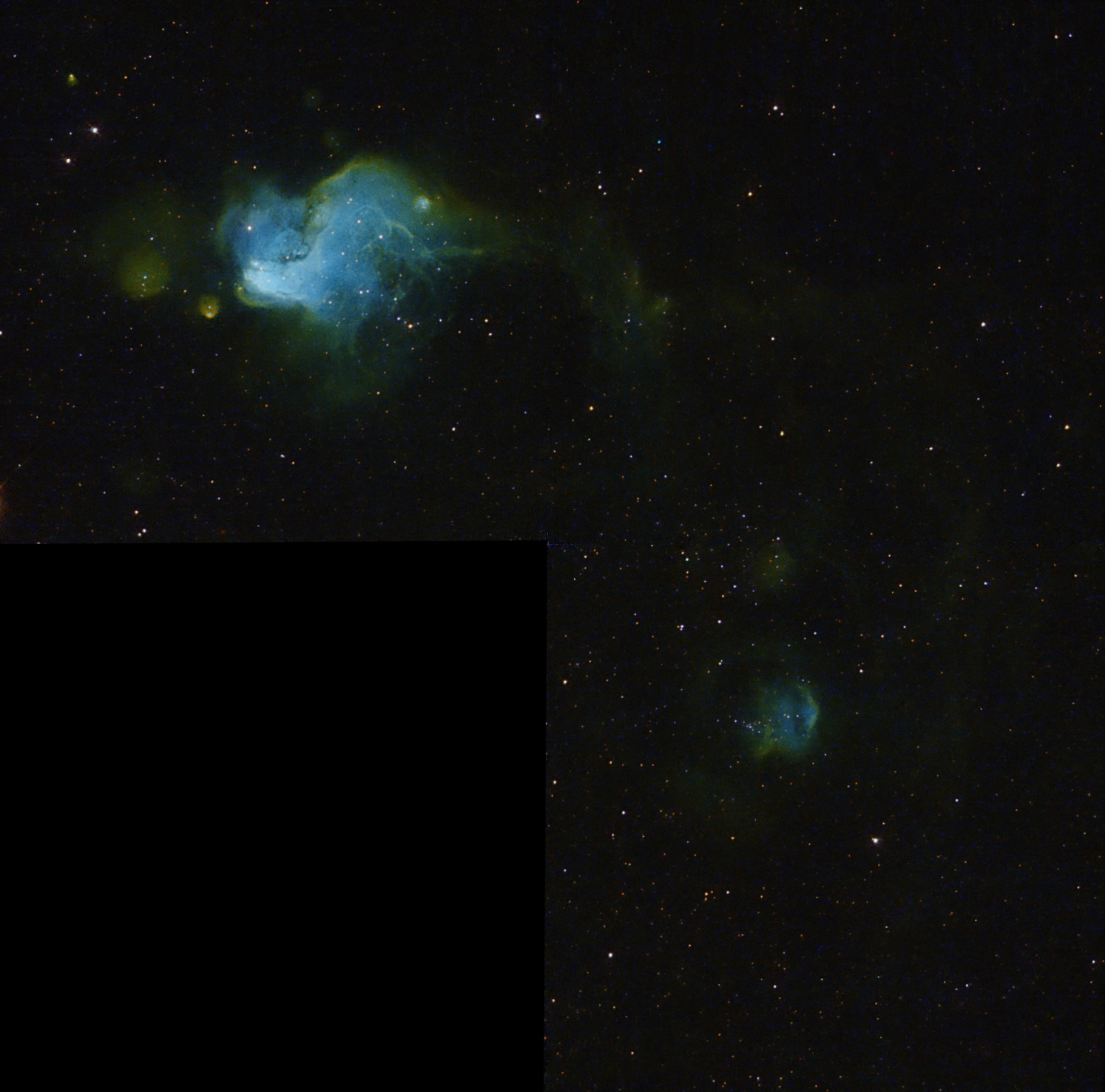
Régions imagées par le télescope spatial Hubble.
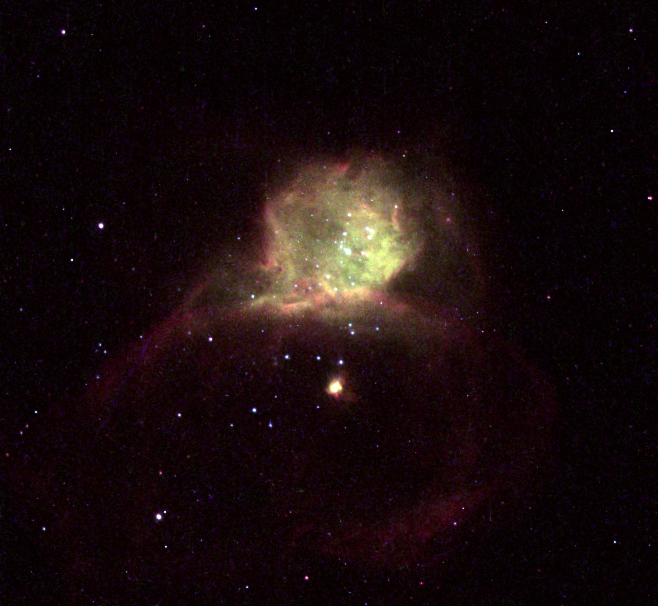
Hubble-X par le télescope spatial Hubble.
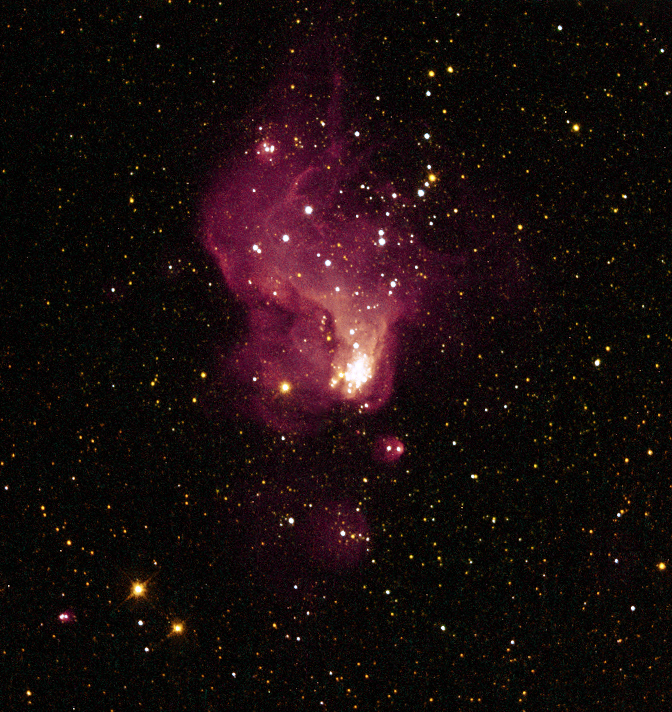
Autre région HII (Hubble-V) imagée par Hubble.

### Amas globulaires
Trois nouveaux amas globulaires ont été découverts autour de NGC 6822 en 2012. En 2018, le total connu était de huit, la plupart étant compacts et assez brillants pour être observés avec de grands télescopes. 

## Images du télescope James Webb

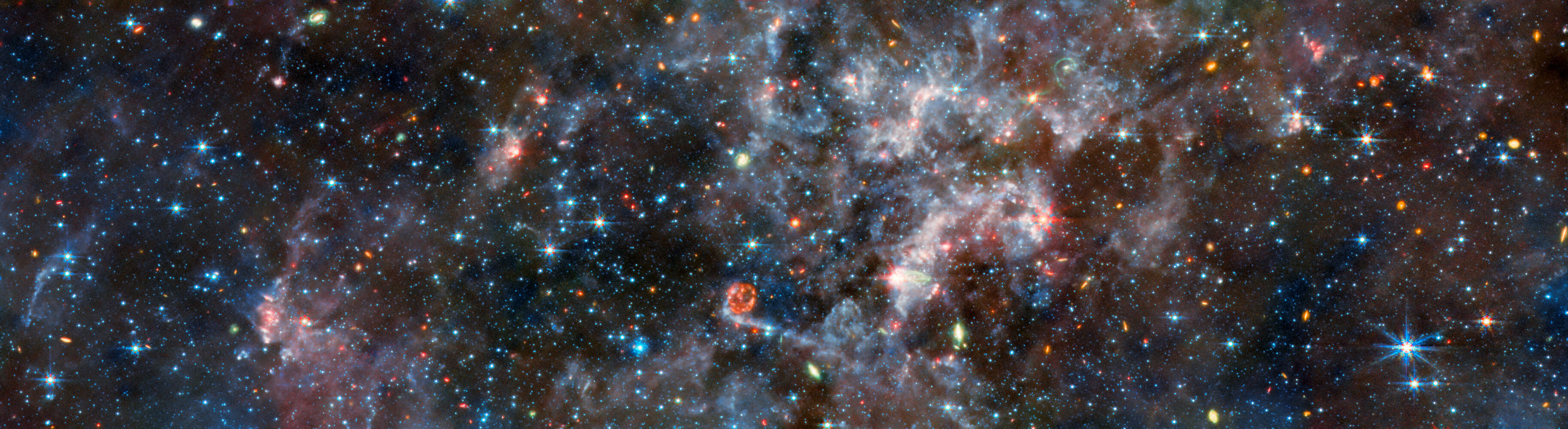
Image prise par l'instrument MIRI du télescope spatial James Webb.

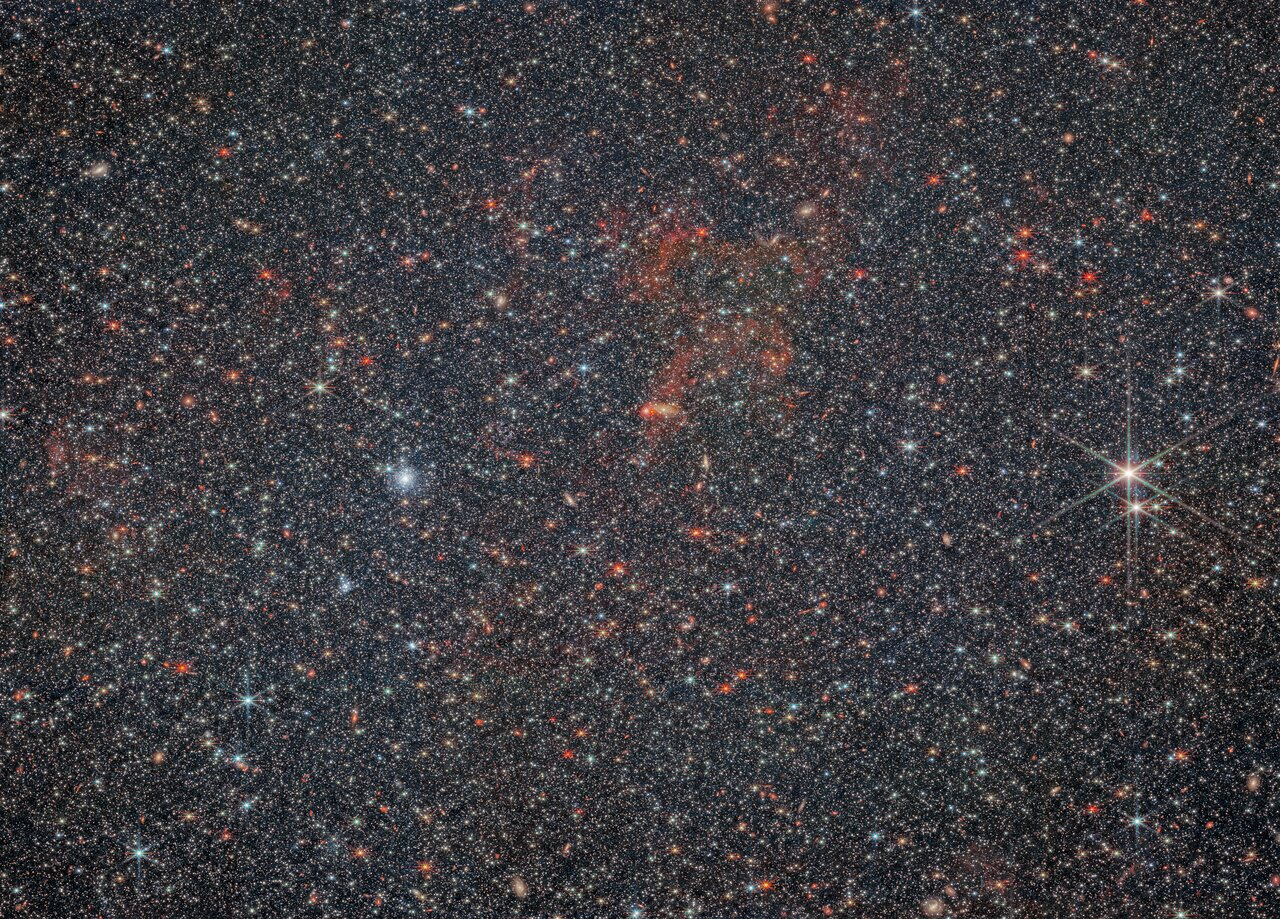
Image prise par NIRCam.

L'instrument MIRI du télescope James Webb capte les données dans l'infrarouge moyen. À ces longueurs d'onde, l'émission de lumière par la poussière galactique est importante alors que celle des étoiles est plus faible. Sur l'image de James Web, les émissions des régions gazeuses bleues proviennent de composés organiques appelés hydrocarbures aromatiques polycycliques (HAP). Ces composés jouent un rôle essentiel dans la formation des étoiles et de leurs planètes. Les régions poussiéreuses plus froides sont colorées en cyan, alors que la poussière plus chaude est en orange. Quelques galaxies relativement plus rapprochées sont aussi visibles sur l'image, elles arborent une couleur verte, alors que les plus lointaines sont orange. Les couleurs rouge vif et magenta indiquent les zones actives de formation d’étoiles de NGC 6822. Avec autant d’étoiles, les explosions de supernova sont nombreuses, et un exemple d’un rémanent de supernova est visible sur cette image (anneau rouge juste en dessous du centre).
L’image NIRCam proche infrarouge de Webb montre les nombreuses étoiles de la galaxie avec des détails très précis. Ici, la poussière et le gaz qui imprègnent la galaxie sont réduits à des mèches rouges translucides, mettant les étoiles à nu pour une étude astronomique. La puissance des  instruments infrarouges glacés de Webb et l’incroyable résolution de son miroir primaire sont nécessaires pour examiner les étoiles cachées dans des environnements poussiéreux, et les résultats, comme indiqué ici, sont spectaculaires.
Les étoiles les plus brillantes apparaissent en bleu pâle et en cyan dans cette image, couleurs qui sont attribuées aux longueurs d’onde de lumière les plus courtes que NIRCam peut détecter, le rouge et l'infrarouge proche. La quantité de lumière émise par n’importe quelle étoile diminue à des longueurs d’onde de plus en plus longues, vers l’infrarouge moyen, de sorte que les étoiles qui sont plus faibles apparaissent plus chaudement colorées ici. Un orbe bleu vif en bas à gauche du gaz est particulièrement proéminent, il s’agit d’un amas globulaire.